# Françoise Thom
Françoise Thom (1951) é uma historiadora francesa, especialista em história da União Soviética, conferencista, professora de história contemporânea na Universidade Paris-Sorbonne e autora de vários livros. Em Abril de 2005, casou-se com o historiador Giorgi Mamoulia.
Ao comparar nazismo e comunismo, afirma que estes consideram-se ideologias "científicas", que estão em guerra contra a natureza humana e, que ambos desejam criar o "Novo Homem." Afirma também que o primeiro é baseado numa falsa biologia, enquanto o segundo baseia-se numa falsa sociologia.

## Biografia
Filha dos professores René Thom e Suzanne Helmlinger, passou três anos na União Soviética. Antes ensinou a russo no ensino médio em Ferney-Voltaire e Calais. Trabalhou no instituto francês de polemologia antes de conseguir um emprego como professora de história na Universidade de Paris-Sorbonne, instituição na qual não é habilitada para dirigir pesquisas.
Formada por Alain Besançon, publicou livros como L'École des barbares (com Isabelle Stal, 1985), La Langue de bois (depois de sua tese de doutorado em 1987), Le Moment Gorbatchev (1989) e Les Fins du communisme (1994). Em 1998, foi co-autora, junto com Jean Foyer, Jacques Julliard e Jean-Pierre Thiollet, do livro La Pensée unique - Le vrai procès, publicado pela Economica. Foram coletados, traduzidos, prefaciados e anotados resumos e análises de Sergo Beria (1924-2000), filho de Lavrenti Beria, publicado em 1999 com o título Beria, mon père: au coeur du pouvoir stalinien. Em 2013, ela finalmente lançou uma biografia de Beria, intitulado Beria: le Janus du Kremlin.

## Livros
- Le jour se lève : l'héritage du totalitarisme en Europe, 1953-2005. (col. Démocratie ou totalitarisme). Sob coordenação  de Stéphane Courtois e com a colaboração de outros autores, 2006, 493 páginas, (em francês) ISBN 9782268057019
- Beria: Le Janus du Kremlin. Éditions du Cerf, 2015, 928 páginas, (em francês), ISBN 9782204108171